# Polnische Badmintonmeisterschaft 2013
Die Polnische Badmintonmeisterschaft 2013 fand vom 25. bis zum 28. April 2013 in Białystok statt. Es war die 49. Austragung der Titelkämpfe.

## Medaillengewinner
| Disziplin    | Gold                                                                               | Silber                                                                                  | Bronze |
| ------------ | ---------------------------------------------------------------------------------- | --------------------------------------------------------------------------------------- | --- |
| Herreneinzel | Przemysław Wacha (Technik Głubczyce)                                               | Michał Rogalski (Hubal Białystok)                                                       | Hubert Pączek (AZS AGH Kraków) Adrian Dziółko (Hubal Białystok)                                                                                            |
| Dameneinzel  | Kamila Augustyn (SKB Litpol-Malow Suwałki)                                         | Anna Narel (Hubal Białystok)                                                            | Agata Świst (Kiko Zamość) Dorota Grzejdak (Kometa Sianów)                                                                                                  |
| Herrendoppel | Adam Cwalina (SKB Litpol-Malow Suwałki) Michał Łogosz (SKB Litpol-Malow Suwałki)   | Przemysław Wacha (Technik Głubczyce) Wojciech Szkudlarczyk (Technik Głubczyce)          | Adrian Dziółko (Hubal Białystok) Michał Rogalski (UKS Hubal Białystok) Jacek Kołumbajew (AZS UW Warszawa) Paweł Prądziński (Kometa Sianów)                 |
| Damendoppel  | Aneta Wojtkowska (Technik Głubczyce) Agnieszka Wojtkowska (Technik Głubczyce)      | Kamila Augustyn (SKB Litpol-Malow Suwałki) Monika Bieńkowska (SKB Litpol-Malow Suwałki) | Ewa Piotrowska (Hubal Białystok) Edyta Tarasiewicz (Hubal Białystok) Katarzyna Garbacka (AZS UW Warszawa) Kinga Rudolf (Kolejarz Częstochowa)              |
| Mixed        | Wojciech Szkudlarczyk (Technik Głubczyce) Agnieszka Wojtkowska (Technik Głubczyce) | Michał Łogosz (SKB Litpol-Malow Suwałki) Monika Bieńkowska (SKB Litpol-Malow Suwałki)   | Jacek Kołumbajew (AZS UW Warszawa) Martyna Poprzeczko (UKS Badminton Stare Babice) Lech Dryżałowski (AZS UWM Olsztyn) Aneta Walentukanis (AZS UWM Olsztyn) |